# 13908 Wölbern
13908 Wölbern eller 1978 RH9 är en asteroid i huvudbältet som upptäcktes den 2 september 1978 vid Europeiska sydobservatoriet (ESO) av Uppsalaastronomen Claes-Ingvar Lagerkvist. Den är uppkallad efter Ingo Wölbern.
Asteroiden har en diameter på ungefär 2 kilometer.